# Aermacchi AL-60
L'Aermacchi AL-60 è un aereo multifunzione, monomotore monoplano ad ala alta, originariamente sviluppato per il mercato dell'aviazione civile dall'azienda aeronautica statunitense Lockheed Corporation nei tardi anni cinquanta e prodotto inizialmente in Messico, quindi su licenza in Argentina, Italia e Sudafrica anche in varianti ad uso militare.
Progettato originariamente da Al Mooney come velivolo da trasporto civile leggero, a seguito della decisione di non costruirlo negli Stati Uniti, venne prodotto in pochi esemplari dalla messicana Lockheed-Azcarate ed assemblato in Argentina (Santa Isabel, Cordoba), dalla Aviones Lockheed-Kaiser. È stato invece costruito in grande serie sotto licenza dall'italiana Aeronautica Macchi, diventata nel 1961 Aermacchi, e dalla sudafricana Atlas Aircraft Corporation.

## Storia del progetto
Nel 1959 soltanto due prototipi L-402 hanno effettuato il primo volo, dopo di che Lockheed decise che la produzione sul mercato americano poteva non essere redditizia e scelse quindi di costruirlo con una joint venture in Messico come Lockheed-Azcarate (LASA). Ne furono prodotti 18 esemplari nel 1960 per la Fuerza Aérea Mexicana, come LASA-60.
In Italia, Aermacchi ha acquisito la licenza per produrre il velivolo, prima nella sua originale configurazione come AL-60B e quindi in una versione modificata per clienti Sudafricani nella versione AL-60C. Questa versione finale differiva dall'originale per il carrello triciclo con ruotino sotto coda di tipo convenzionale.
La versione AL-60C è stata prodotta sotto licenza dalla Atlas Aircraft Corporation in Sudafrica come Atlas C4M conosciuta con il nome Kudu.
Sono stati prodotti oltre 40 velivoli utilizzati dalla South African Air Force tra il 1974 ed il 1991. Ancora oggi un certo numero di velivoli C4M Kudu stanno volando con proprietari privati dimostrando molto bene le proprie caratteristiche di volo. Oggi l'aereo viene utilizzato soprattutto per il paracadutismo. Nel 1968 Macchi ha venduto i diritti per il velivolo alla Northwest Industries Canadese che ha sviluppato il Northwest Ranger, prodotto fino al 1972.

## Varianti

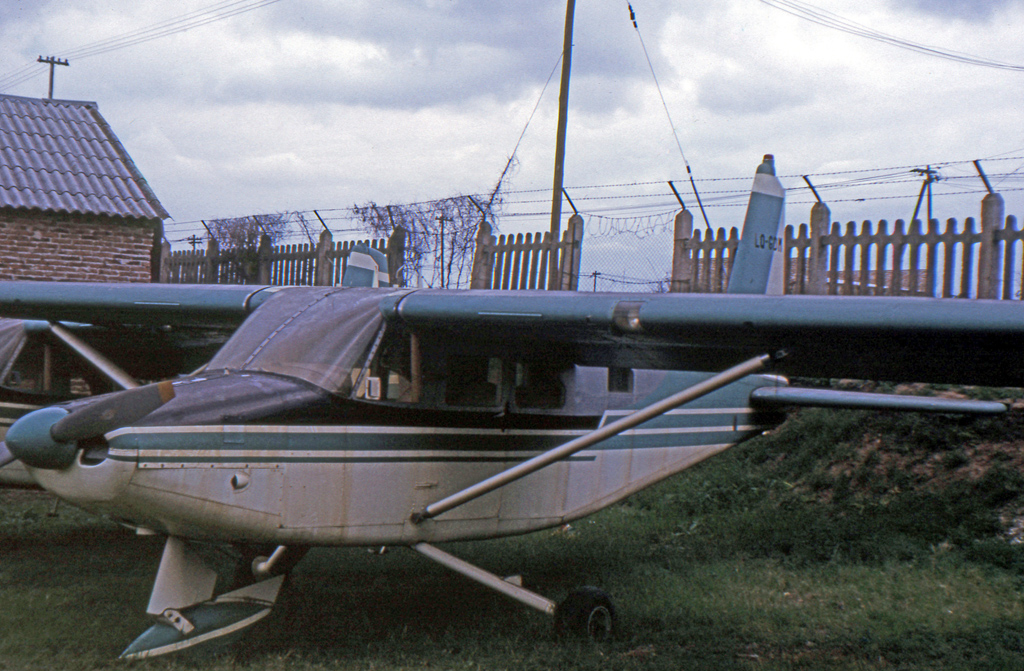
Lockheed-Kaiser L-402, variante di costruzione argentina prodotta dalla Kaizer negli stabilimenti di Don Torcuato, vicino a Buenos Aires nel 1972

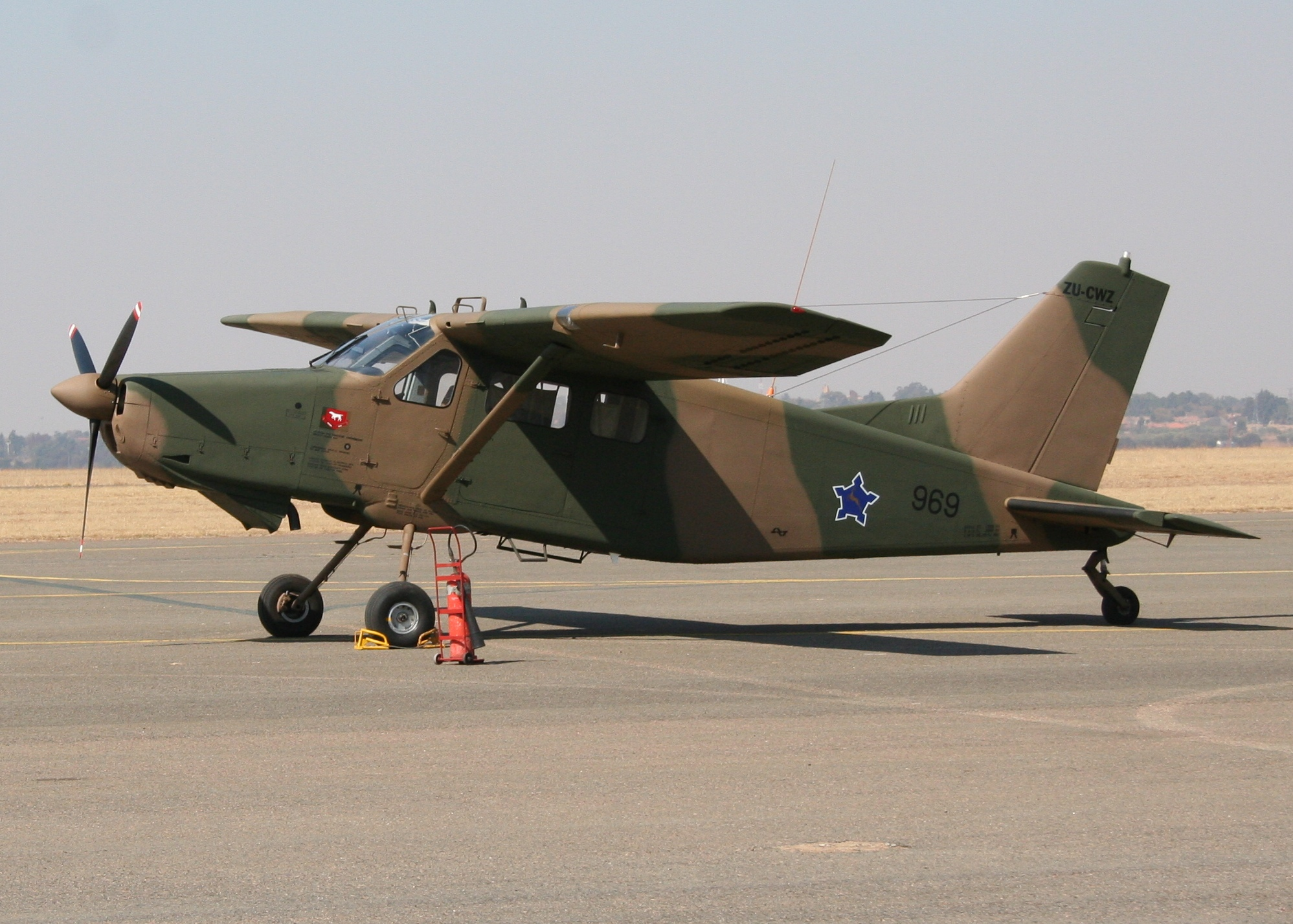
Atlas C4M Kudu al Museo della South African Air Force.

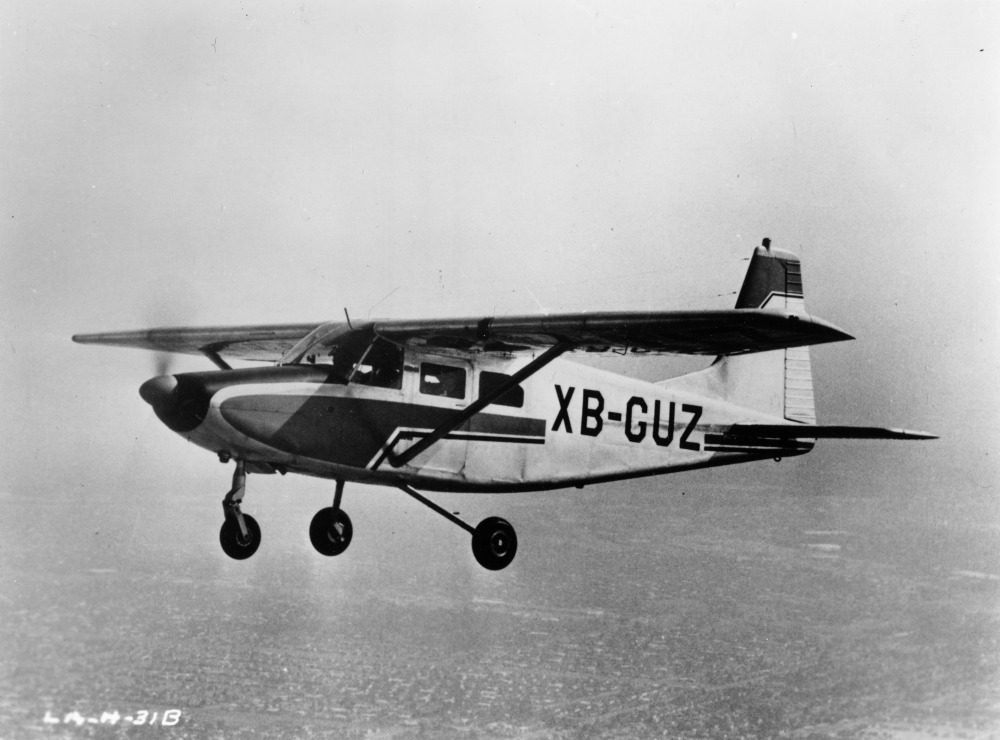
Lockheed-Azcárate LASA-60.

L-402
Prototipo Lockheed assemblato da Kaizer.
LASA-60
Modello di produzione messicana (44 prodotti con motore Continental IO-470 da 250 CV) a San Luis Potosi, in Messico, gestita dalla controllata Lockheed, Lockheed-Azcarate SA, una società creata appositamente per lo scopo, diventando LASA-60, derivato dalle iniziali della controllata e l'anno in cui il design è stato completamente certificato.

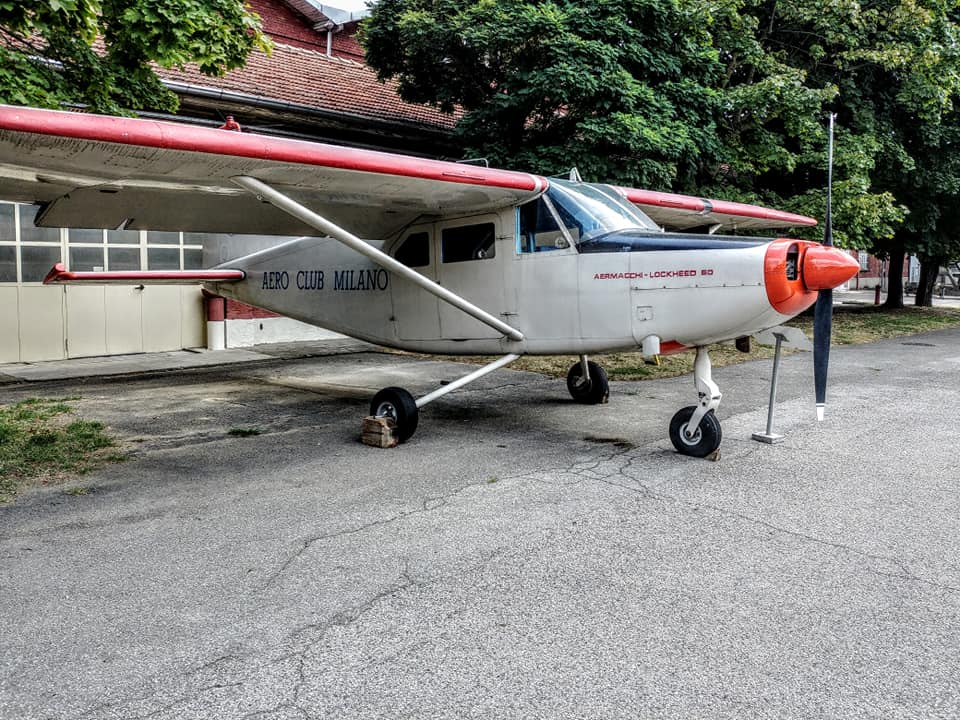
Aermacchi Lokheed AL-60B Santa Maria esposto al Parco e Museo di Volandia.

AL-60B-1 Santa Maria
Versione originale dell'azienda Aeronautica Macchi, il cui primo volo avvenne il 19 aprile 1961. Furono prodotti 4 prototipi con motore Continental IO-470 da 250 CV e venne così chiamato in onore della città di Santa Maria in California, sede di Lockheed Martin. 25 Santa Maria sono stati venduti da Aermacchi, per Alaska Airlines. Ma il destino finale del progetto, anche se parziale, era in Sudafrica quando nel 1974, anno in cui i diritti di produzione furono trasferiti alla Atlas - azienda conosciuta per il Cheetah, un'evoluzione del Dassault Mirage III, e l'Impala, costruzione locale su licenza dell'Aermacchi MB-326 - l'aeromobile venne conosciuto come C4M Kudu e fu l'ultima versione uscita dalle linee di montaggio, in quanto la produzione italiana si fermò nel 1972.
AL-60B-2 Santa Maria
Versione Aermacchi (81 prodotti con motore TSIO-470 da 260 CV).
AL-60C-5 Conestoga
Versione Aermacchi per la Repubblica Centrafricana (con motore Lycoming GSO-480 sovralimentato da 340 CV).
AL-60F-5 Trojan
Versione Aermacchi per la Rhodesia (~10 unità con motore Lycoming IO-720 da 400 CV).
Atlas C4M Kudu
Versione Atlas per il Sudafrica (con motore Lycoming GSO-480 sovralimentato da 340 CV).

## Utilizzatori
Rep. Centrafricana
- Force Aérienne Centrafricaine

10 AL-60C-5 consegnati, non se conosce operatività e numero di esemplari in servizio al febbraio 2018.
 Italia
- Aeronautica Militare

ha operato con un singolo AL-60 dal 1962 fino al 1963
 Messico
- Fuerza Aérea Mexicana

 Mauritania
- Forze armate della Mauritania

 Rhodesia
- Rhodesian Air Force[9]

 Sudafrica
- Suid-Afrikaanse Lugmag

 Tunisia
- Al-Quwwat al-Jawwiyya al-Jamahiriyya al-Tunisiyya